# The Count of Monte Cristo (film fra 1913)
The Count of Monte Cristo er en amerikansk stumfilm fra 1913 af Edwin S. Porter og Joseph A. Golden.

## Medvirkende
- James O'Neill - Edmond Dantes/Monte Cristo
- Nance O'Neil - Mercedes
- Murdock MacQuarrie - Danglars